# Rôles d'Oléron
Les Rôles d’Oléron, appelés aussi Jugements d'Oléron, sont un recueil de jugements compilés en un code à la fin du XIIe siècle qui ont été utilisés comme code maritime dans toute l’Europe. Ils sont à l’origine de la Loi de l'Amirauté britannique (Black Book of the Admiralty)

## Historique
(voir l'article Pierre Garcie-Ferrande#Rôles d'Oléron pour plus de détails)
L'attribution du recueil de coutumes ou usages maritimes connu sous le titre de Rooles ou Jugemens d'OIéron, quelquefois aussi de Lois de Leyron, suivant la prononciation des provinces méridionales de la France, ainsi que l'époque de sa rédaction sont discutées. Certains y voient la transposition du droit maritime de Visby, datant du Moyen Âge. D'autres croient y retrouver la transposition des Jugemens de Damme empruntés à la Flandre. D'autres, en particulier John Selden, les attribuent à l'Angleterre. Leibniz y voit plutôt l'ouvrage d'Othon de Saxe par la cession que Richard Ier lui avait faite de la Guyenne et du Poitou en échange du comté d'York. Le jusrisconsulte bordelais Étienne Cleirac (XVIIe siècle) prétend dans son ouvrage Us et coustumes de la mer, qu'Aliénor, (dite Éléonore de Guyenne) duchesse d'Aquitaine fit rédiger ou revêtir du sceau de son autorité ces usages à son retour de la croisade où elle avait accompagné son mari Louis VII. Vers 1160, Aliénor d’Aquitaine se serait rendue sur l’île d'Oléron à des fins de justice, les pilleurs d’épaves s’y multipliant. Elle y aurait promulgué un recueil de jurisprudence, codifié, afin de réglementer le commerce maritime. Cette idée reçue, tenace dans l'imaginaire collectif, promue au XIXe siècle par l'historien Louis de Villepreux, est remise totalement en question par le médiéviste Martin Aurell. Aliénor n'a ni élaboré ni compilé, pas même promulgué, ces Rôles d'Oléron.
Ce premier code maritime connaît un grand succès. Il est progressivement enrichi : de 24 articles à la fin du XIIe siècle, il passe à 38 quelques décennies plus tard.
Pierre Garcie Ferrande publie, en 1502, dans son Routier de la mer, les 24 articles primitifs des Rôles d'Oléron. Le Grant Routtier, du même auteur, y ajoute en 1520 les 21 articles suivants.
L'édition la plus connue et généralement citée, soit en France soit à l'étranger, est celle de Cleirac reproduite dans son ouvrage intitulé Us et Coutumes de la mer, imprimé pour la première fois en 1647 et repris du Grand Routier de la mer (Grant Routtier) de Pierre Garcie dit Ferrande imprimé en 1502 avec les 24 premiers articles, puis en 1520 avec la totalité des 45 articles.
À la même époque, les constitutum usus sont publiés à Pise. La cité connait en effet un droit écrit (constitutum legis) composé d'un mélange de droit romain, de droit lombard et de droit local. Elle connait aussi un droit coutumier (constitutum usus).
Le juriste Jean-Marie Pardessus qui analyse longuement la question de l'origine des rôles d'Oleron, en conclut que si Aliénor n'en est sans doute pas l'auteur, ils sont cependant bien français d'origine, importés en Angleterre en français, alors langue de la cour et de la législation de ce pays. L'Espagne les a aussi adoptés et traduits en castillan. Ils apparaissent en Flandre sous le nom de Jugements de Damme, ou Lois de Westcapelle. Aux confins de la Baltique, ils finissent par être intégrés à la compilation qui porte le nom de Wisbi.
Selon Pardessus, « les Rôles n'appartiennent point à Oléron mais ils y étaient connus et suivis, comme dans tout le duché d'Aquitaine, dont cette île dépendait ; comme dans la Bretagne, la Normandie, et le littoral occidental de la France, dont ils formaient le droit commun maritime ; comme en Angleterre, dont les rois, devenus ducs d'Aquitaine, finirent par adopter ces Rôles dans leur propre royaume ; comme en Espagne, où Alphonse X leur avait donné l'autorité de loi. »
L'auteur D. d'Aussy considère que ces textes n'émanent pas d'une autorité souveraine, mais constituent un recueil de décisions judiciaires rendues sur des espèces particulières. Chaque article se termine par la formule « Et ce est le juggement en ce cas ». Ces jugements pourraient provenir de la Cour du Maire d'Oléron, juridiction qui tranchait habituellement des décisions en matière maritime. Les rôles sont appelés « jugement de la mer », et le manuscrit anglais du XVIe siècle conservé au British Museum est intitulé « Rooles d'Oleron et des jugements du Mair ».

## Manuscrits
Il existe au total 16 manuscrits connus des Rôles d'Oléron : 14 ont été recensés par J. M. Pardessus, qui en donne la liste :
Le manuscrit des Us et Coutumes de la mer de Cleirac, est conservé à la bibliothèque de Bordeaux. Il reprend le Grand Routier de la mer de Garcie dit Ferrande, avec quelques changements dans les mots et dans l'ordre des articles : dans l'ouvrage de Garcie, les Rôles d'OIéron forment quarante-six articles. Dans celui de Cleirac, quarante-sept, parce qu'il a divisé en deux l'article 22 de l'édition de Garcie.
Les deux manuscrits anglais, le premier à bibliothèque Bodleienne d'Oxford, et le second à la bibliothèque Cotton Londres, ne contiennent que vingt-quatre articles, répondant aux vingt-deux premiers de Garcie et de Cleirac qui ont omis les articles 13 et 24. Un troisième manuscrit anglais, à la bibliothèque Bodleienne, recueil connu sous le nom de Black Book of the admiralty (Livre noir de l'Amirauté) contient, avec intercalation de huit articles inédits, les vingt-quatre articles des précédents manuscrits et deux articles répondant à l'article 23 de l'édition de Garcie et aux articles 23 et 24 de celle de Cleirac.
L'ancienne coutume de Bretagne de 1486, comme le Coutumier de Normandie de 1539, ou le manuscrit français inséré au tome 1 de l'Histoire de Bretagne de Dom Morice, contiennent ces vingt-cinq ou vingt-six articles, outre deux articles qu'aucun des manuscrits d'Angleterre ne contient, portant les no 24 et 25 dans l'édition de Garcie, et les no 27 et 28 dans celle de Cleirac. Ce n'est que dans l'édition de Garcie (1541) et dans celle de Cleirac (1647), que les Rôles d'Oléron sont portés quarante-six ou quarante-sept articles.
Le texte hollandais des Jugemens de Damme, ou Lois de Westcapelle, contient seulement les vingt-quatre articles des manuscrits d'Oxford et de Londres, comme une traduction castillane, composée au plus tard en 1266.
Deux manuscrits sont ultérieurement trouvés à Bayonne en 1873 par le magistrat François Saint-Maur.
Les dispositions pénales des Rôles d'Oléron (15 articles sur 56) trouvent leur source dans des coutumes bordelaises anciennes qui remontent au IXe siècle.

## Contenu
Les articles des rôles d'Oléron concernent les marins, les marchands, les capitaines, les affréteurs, les navires, la cargaison, les manœuvres. Ils contiennent les premières mesures de protection sociale concernant les marins.
La première partie des Rôles d'Oléron est composée de vingt-cinq articles primitifs, dont les manuscrits d'Angleterre et les versions castillane et flamande attestent l'existence, mentionnés ici par leur sommaire :
1. Défense au patron de vendre le navire et cas où il peut emprunter.
2. Défense au patron de mettre à la voile sans consulter l'équipage.
3. Du sauvetage d'un navire naufragé.
4. Du cas où le navire est innavigable.
5. Obligation des gens de l'équipage de ne pas quitter le navire.
6. De la police du navire et du matelot blessé pour le service.
7. Du matelot qui tombe malade dans le navire.
8. Du jet pour sauver le navire.
9. Du mât et des ancres sacrifiés pour le salut commun.
10. Obligation du patron et de l'équipage de bien décharger le navire.
11. Des pertes arrivées par le mauvais arrimage.
12. Des querelles des matelots entre eux et avec le patron.
13. Des frais de lamanage.
14. Du droit du patron de congédier un matelot.
15. Du dommage causé par un navire à celui qui est à l'ancre.
16. Du dommage causé par les ancres d'un navire à un autre.
17. Du louage des matelots à la portée ou au fret.
18. De la nourriture des matelots.
19. De l'obligation des matelots de continuer le voyage de retour.
20. Du droit des matelots en cas de prolongation ou de raccourcissement du voyage.
21. Quand les matelots peuvent aller à terre.
22. Des indemnités dues par le chargeur en retard.
23. Du capitaine qui a besoin d'argent en route.
24. Des obligations du locman qui conduit un navire au lieu de décharge.
25. De la punition du locman qui fait périr le navire.

La seconde partie est composée de deux articles relatifs au dommage arrivé à des marchandises lors du déchargement et à des sociétés de pèche. Ne figurant dans aucun des manuscrits d'Angleterre ni dans les versions castillan et flamande, ils sont moins anciens que les précédents.
La troisième partie est composée de huit articles ajoutés aux premiers dans le Black Book, mentionnés par leur sommaire : 1 Obligation imposée au patron qui a entrepris un transport de marchandises de les charger sans retard. 2 Prohibition au patron qui a loué son navire entier, d'y charger autre chose que des victuailles. 3 Quantité de chargement qu'a droit de faire celui qui a loué un navire entier. 4 Mode de paiement des matelots qui voyagent au fret, et le droit du patron d'exiger le fret des choses jetées. 5 Prohibition aux matelots de rien exiger des chargeurs. 6 Obligations du patron pour la nourriture des marchands et la surveillance des vins chargés. 7 Délai dans lequel les marchandises doivent être déchargées et droit du patron de les retenir pour sûreté de son fret. 8 Règles sur ce qui doit contribuer en cas de jet.
Ces articles, contenus dans un livre probablement composé au XIVe siècle précèdent ceux qu'on trouve uniquement dans les éditions de Garcie et de Cleirac, qui sont d'un style moins ancien.
La quatrième partie contient vingt articles qui traitent exclusivement des bris, naufrages et épaves maritimes.